# Alasdair Fraser
Alasdair John Hobkirk Fraser, detto Ali (Falkirk, 13 agosto 1992), è un cestista scozzese.

## Carriera
Milita sia nella Nazionale della Scozia che della Gran Bretagna; con quest'ultima ha preso parte agli Europei 2013. Dopo aver giocato in Germania con la Oettinger Rockets Gotha in ProA, passa nella massima lega del Regno Unito militando bei Glasgow Rocks. Nel 2015 firma con il Club Bàsquet Tarragona, in LEB Plata (terza lega spagnola), per poi completare la stagione in Olanda con l'Aris Leeuwarden (FEB Eredivisie).